# Sjökort

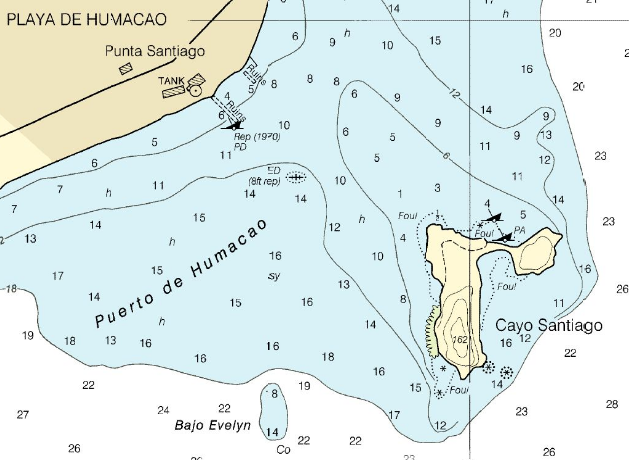
Exempel på ett utdrag ur ett tryckt sjökort i kustnära område utanför Puerto Rico.

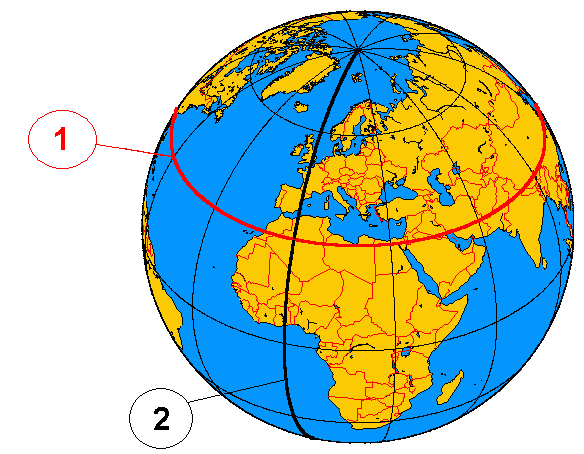
1: Latituder i nord (N) 0–90° respektive syd (S) 0–90° om ekvatorn
2: Nollmeridianen genom Greenwich för longitud ost (E) 0–180° respektive väst (W) 0–180°.

Sjökort är kartor för navigering på havet, större sjöar, kanaler, med flera applikationer med hydrografisk, nautisk, topografisk och geodetisk information.
- Det hydrografiska innehållet är främst djupuppgifter såsom djupsiffror, djupkurvor, bottenbeskaffenhet och symboler som tagits fram från sjömätningar.
- Det nautiska uppgifterna i sjökortet är till exempel farleder, fyrar och utmärkning.
- Det topografiska innehållet är höjdkurvor, bebyggelse, flygfotoutdrag, med mera.
- Den geodetiska informationen består av gradnät och andra koordinatnät.

Svenska sjökort framställs bland annat av sjöfartssektionen inom Sjöfartsverket som på regeringens uppdrag ansvarar för sjömätningar, kartering, redigering och tryckning för i första hand yrkessjöfarten och Försvarsmakten. Sjökorten finns numera i elektroniskt lagrad form och kan användas tillsammans med GPS satellitnavigationssystem som anger positioner på land och havsyta efter det geografiska koordinatsystem vid jordens yta enligt WGS 84 som GPS-systemet baseras på. Positionen över hela jordklotet anges av skärningspunkten mellan latituden och longituden:
- Latituden anges som ett gradtal 0–90° norr om ekvatorn (betecknad N=North) respektive 0–90° syd (betecknad S=South) om ekvatorn. Nordpolen motsvarar latitud 90° och ekvatorn 0°.
- Longituden anges som ett gradtal 0–180° i ostlig riktning (betecknad E=East) respektive 0–180° i västlig riktning (betecknad W=West). Meridianen för longitud 0° går genom staden Greenwich i England och på andra sidan jordklotet vid datumgränsen i Stilla havet.

Sjökorten uppdateras varje år och under året ger Sjöfartsverket också ut meddelanden om upptäckta fel eller eventuella viktiga tillägg i aktuella sjökort. Tryckta sjökort för fritidsbruk bör normalt bytas ut minst vart femte år för att få med alla uppdateringar, men det beror också på hur korten används och om det gäller kända eller okända vatten.
De första sjökorten (i Sverige) togs fram redan på 1600-talet men hade en mycket dålig överensstämmelse med verkliga förhållanden och saknade ett enhetligt koordinatsystem. Geografiska koordinatsystem som täckte jordytan togs fram först i slutet på 1700-talet.

## Projektion
Sjökort är oftast producerade i Mercators projektion, som är vinkelkorrekt (men inte ytkorrekt). Detta ger en växande latitudskala och projektionen är därför inte lämplig i polarområden och inte heller för världskartor, eftersom ytfelen är stora.
För navigering nära polarerna används istället Gauss projektion (egentligen Gauss-Krügers projektion, se Transversal Mercator), som har konstant latitudskala och därför lämpar sig väl för polarområden. Ytfelet är litet nära medelmeridianen och projektionen lämpar sig därför för relativt långsmala områden (i nord-sydlig riktning) samt för mindre områden.
För sjökort har hittills Mercators projektion varit närmast förhärskande på grund av sin vinkelriktighet. Nya sjökort för kustnära vatten i Sverige produceras dock i Gauss projektion.

## Skalor
Sjökort produceras liksom andra kartor i olika skalor beroende på användningsområde.
De svenska sjökortens klassificering:
- Översiktskort (1:500 000–1:1 500 000).
- Kustkort (1:180 000–1:250 000).
- Skärgårdskort (1:50 000–1:125 000)
- Specialkort (1:10 000–1:30 000)

De finländska sjökorten:
- Översiktskort (1:100 000–1:350 000)
- Kustkort (1:50 000)
- Specialkort (1:10 000–1:25 000)
- Sjökortsserier för fritidsbåtar (1:50 000, för de flesta insjöar 1:40 000)

## Avstånd och position på tryckta sjökort
Sjökorten är graderade i grader, minuter (1/60-dels grad) och 1/10-dels minuter på både X- och Y-axeln med tydliga tryckta markeringar av distansminutens längd, inkluderat en delskala motsvarande 1/10-dels minut för varje utvisad distansminut. Vid uppmätning av avståndet i valfri riktning mellan två positioner på sjökortspappret utgår man alltid från den angivna längden av en distansminut som är tryckt på Y-axeln mitt i det område där avståndet ska mätas upp.
Genom att längden på en distansminut varierar utefter Y-axeln i Mercators projektion blir det ett litet fel, om man inte använder skalan på samma latitud som den uppmätta sträckan. Sjökort för svenska kustnära vatten är vanligen i Gauss-Krügers projektion med samma skala längs y-axeln, men ett fel beroende på hur långt från den på sjökortet använda centralmeridianen man mäter. 
Positionen, det vill säga skärningspunkten mellan värdet i Y- och X-led angiven som latitud (grader, minuter och tiondels minut) i Y-led och longitud (grader, minuter och tiondels minut) i X-led, ger i princip en helt korrekt position på en meter när, som direkt kan användas i en GPS-navigator, förutsatt att navigatorn använder samma koordinatsystem som sjökortet (normalt WGS-84). I praktiken är dock en del sjökort ritade med betydligt sämre precision, med positionsbestämning med triangulering istället för som nu med DGPS.
Förutsättningen för en manuell positionsbestämning med någorlunda noggrannhet är att man befinner sig invid en känd position på något landparti, exempelvis en spetsig udde, en liten holme, direkt över en synbar grynna eller dylikt, som är utritad på sjökortet. Felet vid en manuell positionsbestämning beror mer på hur noggrant skalorna på Y- och X-led avläses och kortets grundläggande noggrannhet, men kan vara lika noggrann som med en ordinär GPS-navigator, som är starkt beroende av hur många icke skymda satelliter som befinner sig ovanför horisonten vid det aktuella tillfället. På öppet hav långt ifrån något landparti måste man tillgripa andra metoder om inte positionen kan bestämmas med en GPS-navigator, radiopejling eller dylikt. Se vidare Navigation.

## Båtsportkort
I Sverige ger Sjöfartsverket, men även privata företag, ut så kallade båtsportkort som i första hand är avsedda för fritidsbåtstrafiken. Sjöfartsverkets båtsportsport utgörs av de ordinarie Skärgårdskorten, i skala 1:50 000 (över vissa områden i skala 1:25 000), nedskurna till A3-format och inbundna i ringpärm för att få ett mer lätthanterligt format i fritidsbåtar. Korten för svenska kusten är uppdelade i 14 serier och täcker ett visst område, till exempel Stockholms norra respektive södra skärgård, Ostkusten, Kalmarsund, Västkusten, Vänern och så vidare. Även privata företag som samarbetar med Sjöfartsverket och Försvarsmakten ger ut båtsportkort i både tryckt form och som elektroniska sjökort över den svenska kusten. Till skillnad från Sjöfartsverkets kort bygger dessa senare båtsportkort på en enhetlig större skala, 1:10 000, speciellt anpassade för fritidsbåtars behov av precisionsnavigering i svårnavigerade skärgårdsområden, inkluderat tätare angivelse av djupkurvor och även topografisk information som höjdkurvor på landpartier som befinner sig ovanför vattenytan vid medelvattenstånd, vilket ger en extra information om terrängens utseende som normalt inte finns med på de ordinarie sjökorten.
Motsvarande sjökortsserier ges ut av sjöfartsmyndigheterna i Finland. De finska sjökortsserierna är i skala 1:50 000, liksom motsvarande sjökortsark. Serierna innehåller också allmän information (på finska, svenska och engelska), en teckenförklaring med de viktigaste symbolerna, en översiktskarta samt små kartor i större skala över vissa områden.

## Elektroniska sjökort
Numera finns elektroniska sjökort av god kvalitet att tillgå på marknaden för den som antingen har en PC ombord eller en så kallad sjökortsplotter. Bägge kan kopplas samman med GPS, som ger möjlighet att lägga ut båtens position på sjökortet. Man kan även koppla in radar, vilket ger möjlighet att lägga ut landkonturer och fartyg på sjökortet.
En nackdel med elektroniska sjökort generellt är att man är beroende av att elektroniken fungerar. Även på större fartyg inom yrkessjöfarten som har flerdubbla elektroniska navigeringssystem finns det i allmänhet sjökort i pappersform över alla aktuella vattenområden, som styrman ska kunna använda att navigera efter i en kritisk situation där elektroniska system har fallit ur av olika orsaker, till exempel brand eller att flera kritiska GPS-satelliter samtidigt har slutat att fungera.
Idag finns dock teknik kallad ECDIS, Electronic Chart Display Information System som kräver certifierad hårdvara, mjukvara och utbildad besättning. Om dessa kriteria är uppfyllda kan fartyget segla utan papperssjökort. Detta är något som handelssjöfarten sparar mycket pengar på. I ekvationen kan också nämnas att Underrättelser för sjöfarande införs automatiskt i elektroniska sjökort, vilket drastiskt minskar den tid styrman behöver lägga på att manuellt införa ändringar i sina papperssjökort. 

### Rastersjökort
Rastersjökort är sjökort som skapats med data i ett rasterformat (bitmapad bild, vanligtvis tiff). Data till sjökorten kommer från samma databas som ett vektorsjökort. Den rasterbild som tas fram ur databasen Goerefereras och överförs till ett läsbart format i plottrar datorer, telefoner och surfplattor. Ett vanligt förekommande format är BSB sjökort.
När man zoomar in dessa kort i datorn förstoras även symboler och streck och speglar ett verkligt förhållande, nämligen att kortens noggrannhet inte är hur stor som helst.
En fördel med scannade kort är att de är en exakt kopia av ett papperskort. Dagens Rastersjökort har en betydligt mindre datamängd än ett vektorkort och hanteras därför snabbare i en dator surfplatta eller telefon.
Under senaste åren har vissa navigeringsprogram den möjligheten att slå ihop sjökortsbilden av olika sjökort vilket ger en sammanhängande sjökortsbild oavsett skala. Detta underlättar för användaren som då tydligt och klart ser om han har överzoomat sitt kort. 
En ytterligare fördel med Rasterkortet är att det ser ut exakt på skärmen som det pappersjökort som du ändå skall ha med dig. En övergång till pappersjökortet kan då ske utan några som helst svårigheter.

### Vektoriserade sjökort
Vektoriserade sjökort är kort som redan från början har producerats i ett elektroniskt grundformat där all information finns ofta inlagd som data i olika lager. En fördel med sådana kort är att man kan ta bort (släcka) sådan information som för stunden är irrelevant, till exempel fyrsektorer, djupangivelser större än X meter och så vidare. En annan fördel är att de tar så liten plats att man kan ha sjökort för stora områden laddade i datorminnet.
Vektoriserade kort har dock inte högre noggrannhet än rasterkort men har en skärpa som är oberoende av zoomningsgrad.
Vektorsjökorten i S57 format är avsedda för yrkessjöfarten och användas numera även för fritidsbåtar.

## Symboler på sjökort
Symbolerna på sjökorten har standardiserats internationellt, om också det finns skillnader mellan symbolerna som används i olika länder. De Sjökort som följer denna standard kallas ofta INT-kort. Teckenförklaringen finns i en publikation kallad KORT 1. Publikationen innehåller också beteckningar, förkortningar och begrepp som används i standarden och i de nationella korten. Symbolerna är numrerade enligt Chart Specification of the IHO (utgiven av International Hydrographic Organisation), vilket underlättar användningen av motsvarande publikation i främmande länder.